# Heiden
Heiden es una comuna suiza del cantón de Appenzell Rodas Exteriores, que formó parte del extinto distrito de Vorderland. Limita al norte con las comunas de Lutzenberg y Thal (SG), al este con Wolfhalden, al sur con Reute, Oberegg (AI) y Wald, y al oeste con Rehetobel, Grub y Eggersriet (SG).
Forman parte de la comuna las localidades de Bissau, Schwendi, Unterrechstein y Zelg.